# کونگور تیوبه
کونگور تیوبه (به لاتین: Kongur Tiube) یک کوه در چین است که در پامیر واقع شده‌است. کونگور تیوبه ۷٬۵۳۰ متر بالاتر از سطح دریا واقع شده‌است.